# Wilhelm Krömer
Wilhelm Krömer (* 30. April 1939 in Jössen (Kreis Minden); † 23. Juli 2017) war ein deutscher Kommunalpolitiker (CDU). Er war vom 1. Oktober 1999 bis zum 30. April 2007 Landrat des ostwestfälischen Kreises Minden-Lübbecke in Nordrhein-Westfalen.

## Leben
Wilhelm Krömer absolvierte 1955 das Gymnasium mit dem Schulabschluss Mittlere Reife und begann eine Lehre als Landwirt. Nach erfolgreichem Abschluss der Lehre besuchte er von 1958 bis 1960 die landwirtschaftliche Fachschule.
Von 1961 bis 1972 war er Geschäftsführer der Ein- und Verkaufsgenossenschaft in der damaligen Gemeinde Jössen.
1972 bis 1973 war er Referent beim Diakonischen Werk in Minden und von 1974 bis 1990 dessen stellvertretender Geschäftsführer.
Wilhelm Krömer war verheiratet und hat drei Kinder. Er starb am 23. Juli 2017 im Alter von 78 Jahren.

## Politik
Bis zur Gebietsreform im Jahr 1973 war er für die CDU Mitglied im Gemeinderat der Gemeinde Jössen. Von 1973 bis 1999 war Wilhelm Krömer Mitglied des Rates der Stadt Petershagen. Von 1990 bis 1999 vertrat er als Landtagsabgeordneter den Wahlkreis Minden im Landtag in Düsseldorf, er wurde über die Landesliste der CDU gewählt.

## Öffentliche Ämter
Von 1969 bis 1973 war er Bürgermeister der damaligen Gemeinde Jössen.
Nach der Gebietsreform wurde Wilhelm Krömer im Jahr 1973 zum Bürgermeister der Stadt Petershagen gewählt. Dieses Ehrenamt hatte er bis 1994 inne, danach war er bis 1999 stellvertretender Bürgermeister. Von 1973 bis 1999 war er Ortsvorsteher von Petershagen-Jössen, dieses Ehrenamt hatte er von Januar 2008 bis 2014 erneut inne.
Krömer gewann 1999 überraschend gegen den bisherigen Landrat Heinrich Borcherding (SPD) die Wahl und wurde damit erster von der Bevölkerung direkt gewählter hauptamtlicher Landrat des Kreises Minden-Lübbecke. 2004 wurde er bei der Kommunalwahl im ersten Wahlgang mit absoluter Mehrheit von 53,7 % wiedergewählt.
Am 30. April 2007 trat er mit Erreichen der Altersbegrenzung von 68 Jahren für Hauptverwaltungsbeamte in den erzwungenen Ruhestand. Zu seinem Nachfolger wurde Ralf Niermann (SPD) gewählt.